# 미야모토 신야
미야모토 신야(일본어: 宮本 慎也, 1970년 11월 5일 ~ )는 일본의 전 프로 야구 선수이자 야구 지도자이자 야구 해설가이자 야구 평론가이다.
현역 시절 야쿠르트 스왈로스 → 도쿄 야쿠르트 스왈로스에서만 줄곧 활약했고 아테네 올림픽 일본 야구 국가대표팀(2004년), 베이징 올림픽 일본 야구 국가대표팀(2008년)의 주장을 맡았다. 2009년부터 현역 마지막 시즌인 2013년까지 야쿠르트 1군 코치도 겸임했다. 2014년부터 2017년까지 닛칸 스포츠 야구 평론가, NHK 야구 해설자로 활동하다가 2018년부터 2019년까지 도쿄 야쿠르트 스왈로스의 1군 수석 코치로 역임했다. 2020년에 닛칸 스포츠 야구 평론가와 야구 해설자로 돌아왔다.

## 인물

### 프로 입단 전
초등학교 3학년 때부터 야구를 시작했는데 태어난 이후 처음으로 프로 야구 관계자로부터 야구를 배웠는데 당시 미야모토의 코치 역할을 맡은 사람은 한신 타이거스에서 예전에 미나모토노 요시쓰네라고 불릴 정도의 간판 유격수였던 요시다 요시오이다. 미야모토가 유격수를 고집하게 된 것은 당시 요시다와의 만남이 큰 영향을 주고 있어 본인은 지금도 요시다에게서 배운 유격수로서의 마음가짐을 확실히 지키고 있다고 한다. 4학년 때는 팀에 발탁되면서 5학년 때부터 투수를 맡았다. 미야모토는 부친이 나가시마 시게오의 열성팬이었던 영향도 있어 졸업 문집에는 ‘장래의 꿈은 프로 야구 선수로 요미우리 자이언츠에 들어오고 싶다’라고 쓰고 있었다.
중학교 시절에는 시니어 리그 팀에서 활약했지만 연습에서는 3개의 공을 던졌는데 투수로는 무리라고 판단해 내야수를 지키게 되었다. 체격에서는 몸집이 작았지만 3학년이 되면서 키가 급격하게 자랐다. 2루수로서 출전한 전국 대회에서는 결승에서 패했지만 PL가쿠엔 고등학교의 관계자가 미야모토의 활약하는 모습을 지켜보면서 입단 테스트를 권유받았다.
PL가쿠엔 고등학교에 진학한 이후에는 1학년 선배인 다쓰나미 가즈요시와 가타오카 아쓰시 등이 있었고 팀이 우승한 1987년 제69회 전국 고등학교 야구 선수권 대회에 팀에서는 유일하게 2학년 신분으로 출전했다. 결승전에서는 3루수로서 선발 출전해 안타도 날렸다. 3학년이 되면서 대학이나 사회인 야구팀으로부터 입단 권유를 받았는데 예전부터 입단 제의가 들어왔었던 도시샤 대학에 진학하기로 결심했다.
간사이 학생 리그에서는 1990년 춘계 리그전에서 수위타자를 차지했고 리그 통산 84경기 출장, 286타수 89안타, 타율 3할 1푼 1리, 3홈런을 기록했다. 4학년이 되면서 몇몇 프로 구단으로부터 드래프트 지명의 인사를 받았지만 모두 4순위나 5순위에서의 지명이었다. 도시샤 대학의 노구치 신이치 감독으로부터 “사회인 야구팀에서 힘을 기르고 난 뒤에 프로에 들어가는 편이 좋다. 일반 사회에서의 경험을 쌓는 것도 플러스가 된다”라는 조언을 받아 프린스 호텔에 입사했고 야구의 오프 시즌에는 호텔 종업원으로도 일했다. 1994년 프로 야구 드래프트 회의에서 야쿠르트 스왈로스로부터 2순위로 지명받고 입단해 등번호는 6번으로 결정했다.

### 프로 입단 후

#### 1995년 ~ 1998년
입단 1년째인 1995년에는 주로 2루수의 수비 요원으로서 출전했고 일본 시리즈에도 모두 출전했다. 이듬해 1996년에는 이케야마 다카히로를 대신해 유격수로서 출전하여 시즌 후반기에는 완전히 고정되었지만 어떤 때는 8번 타자를 맡는 일도 있었다. 1997년에는 115경기에 출전하여 109개의 안타를 기록하는 등 처음으로 세 자릿수 안타를 남겼고 같은 해에 골든 글러브상을 받았다. 그러나 1997년 시즌 종료 후 입단 당시 경영 컨설턴트의 유혹에 넘어가 탈세 행위를 한 사실이 드러나면서 형사 고발을 당했고 그 후 집행 유예로 유죄판결을 받았다(자세한 내용은 일본 프로 야구 탈세 사건을 참조). 유죄 판결을 받은 것에 의해 1998년에는 개막 이후부터 출전 정지라는 징계를 받았고 야쿠르트 구단은 개막 전날에 ‘대역’으로서 닛폰햄 파이터스의 시로이시 노리유키를 영입했다(교환 요원은 포수 노구치 도시히로). 징계가 해제된 이후에는 주전으로서 출전했다.

#### 1999년 ~ 2003년
1999년부터는 2번 타자로서의 출전이 많아졌고 2년 후인 2001년에는 2번 타자로 고정돼 시즌 67개의 희생타를 기록하면서 시즌 최다 희생타의 일본 기록을 수립하는 등 야쿠르트의 일본 시리즈 우승 달성에 기여했다. 1999년부터 2003년까지 5년 연속 골든 글러브상을 수상했고 임시 코치를 맡은 나카니시 후토시로부터 조언을 받아 노력한 끝에 2000년에는 3할 대의 시즌 타율을 기록했다.

#### 2004년
그 해 아테네 올림픽 야구 일본 국가대표팀 선수로 발탁되어 예선에서는 나가시마 시게오 대표팀 감독으로부터 주장으로 지명받았고 예선에서는 평상시에 지키지 않았던 2루수 포지션 역할을 무난하게 처리했다. 예선을 앞둔 미팅에서 “이것은 열심히 해서 졌기 때문에 어쩔 수 없다고 하는 싸움이 아니다. 절대로 이긴다”라고 말했다. 올림픽 본선에서는 유격수로서의 수비와 주루는 물론이고 팀내 1위인 5할 대가 넘는 타율을 기록하며 맹활약을 했다.

#### 2005년
1번 타자로 지명되었지만 2번 타자로 뛰고 있던 아오키 노리치카가 두각을 나타내면서 2번으로 다시 돌아왔다. 시즌 종료 후 일본 프로 야구 선수회 회장이었던 후루타 아쓰야가 선수 겸임 감독이 되었기 때문에 회장 직을 물려받았다.

#### 2006년
2006년 월드 베이스볼 클래식 일본 국가대표팀에 이구치 다다히토가 대표팀에서 사퇴한 이후에 추가로 발탁되었고 이 때의 등번호는 다무라 히토시와 중복되었기 때문에 10번으로 착용했다. 준결승전인 대한민국전에서는 대타로 출전하여 결과를 남겼고 그 후의 수비에서는 원래 수비 보직이 아닌 3루수로서 출전했다(수비 기회는 없음). 결승전인 쿠바전에서는 두 차례의 실책을 범한 가와사키 무네노리를 대신해서 9회에 원래 수비 보직이었던 유격수로서 출전했다. 정규 시즌에서는 개막 이후부터 타격 호조를 보였지만 부상 때문에 두 차례의 전력 이탈에 의해 73경기 출전에만 그쳤다. 재계약과 관련해서는 구단으로부터 제시한 액수가 500만 엔이 증가되었지만 정작 미야모토 본인은 ‘납득하고 싶어서’라는 이유를 들어 스스로 감액을 자청했다.

#### 2007년
5번이나 6번 타자로서의 출전이 많아졌는데 그 중압감에도 뒤지지 않고 3할의 타율과 5개의 홈런을 기록했다. 그러나 요미우리의 리그 우승을 결정짓는 경기에서는 9회에 상대 타자 시미즈 다카유키의 땅볼을 잡은 후 1루로 악송구를 하면서 우승을 결정시키는 끝내기 적시타를 범했다. 시즌 종료 후 베이징 올림픽 일본 국가대표팀의 주장으로 지명되면서 팀 수뇌진과 선수를 연결하는 중요한 역할을 완수했고 호시노 센이치 대표팀 감독에게서 절대적인 신뢰를 얻었다. 재계약과 관련해서는 구단 사장에게 전력분석원 증강이나 2군 실내 연습장의 조기 설치 등을 요구하는 등 팀 강화를 직소했다.

#### 2008년

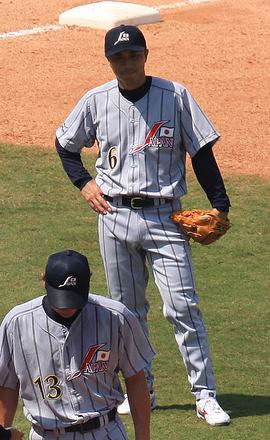
베이징 올림픽 대표팀 시절의 미야모토 신야(2008년)

시즌 도중부터 수비 위치가 3루수로 변경되었고 베이징 올림픽 야구 일본 국가대표팀과 관련해서는 전 대회였던 아테네 올림픽에 이어 주장으로서의 팀을 견인해 금메달 획득을 목표로 했지만 결국 4위에 끝나 기자회견에서 “주장으로서 책임을 느낀다”라고 심경을 토로했다. 시즌 종료 후에 있은 계약 갱신에서는 39세인 2010년 시즌까지 연봉 2억 2000만 엔을 포함해 매년 최대 8,000만 엔이라는 추가 성과급에 합의했다(금액은 추정). 그리고 장래의 야쿠르트 감독 후보를 목표로 2009년 시즌부터 코치 겸임으로 발탁되는 등 지도자로서의 첫걸음을 내딛게 하였다. 폭넓은 경험을 쌓기 위해 타격이나 수비, 주루 등의 담당을 나누지 않고 모든 분야에서 지도하게 되었고 코치로 부임한 것에 의해 3년 간 맡았던 일본 프로 야구 선수회 회장직은 아라이 다카히로에게 넘겨주었다.

#### 2009년
3루수로 고정되었지만 다른 선수들의 부상이나 부진 등에 의해서 유격수의 자리를 지키기도 했고 타순은 주로 6번이었지만 아오키 노리치카의 부진 때에는 여러 타순을 처리했다. 3루수로서 9할 9푼 3리의 수비율을 기록해 3루수로서는 처음으로 통산 7번째의 골든 글러브상을 수상했다.

#### 2010년
지난해와 마찬가지로 3루수로 기용되었고 지난해에 이어 2년 연속으로 3루수 부문에서의 골든 글러브상을 수상했지만 그 해에는 공이 날아가는 속도의 빠른 타구나 공의 불규칙한 바운드 처리에 부담을 겪는 등 1996년 이후의 두 자릿수 실책을 기록했다. 수비율(.959)도 지난해부터 떨어졌다.

#### 2011년
개막 이후부터 16경기에서의 14개 안타를 기록했고 4월의 월간 최다 안타(22개)와 최고 타율(.400)을 기록하는 등 처음으로 월간 MVP를 수상했다. 40세 5개월에서의 첫 수상은 리그에서의 최고령 기록이다. 133경기에 출전하면서 타율은 3년 만에 3할 대를 넘은 3할 2리를 기록했는데 41세가 되면서 3할 대의 타율을 넘긴 것은 역대 4번째였다. 292차례의 수비 기회에 실책은 불과 1개였고 9할 9푼 7리의 수비율을 기록하는 등 3루수로서의 수비율은 일본 프로 야구의 신기록을 경신했다. 그리고 본인으로서는 처음으로 베스트 나인과 3년 연속 골든 글러브상을 수상(모두 3루수 부문)했는데 40세 11개월에서의 베스트 나인에 선정된 사례는 센트럴 리그 사상 최고령 기록이며 골든 글러브상 수상은 일본 프로 야구 사상 최고령 기록을 경신했다.

#### 2012년
5월 1일 요코하마 DeNA 베이스타스전에서는 3회말에 실책을 범했고 3루수로서의 연속 수비 기회 무실책의 센트럴 리그 기록이 257로 멈췄다. 5월 4일의 히로시마 도요 카프전(상대 투수 후쿠이 유야)에서 개인 통산 2000안타를 달성했는데 41세 5개월에서의 2000안타 달성은 41세 4개월에 달성한 오치아이 히로미쓰의 기록을 깬 최고령 기록이며 대학과 사회인 야구팀을 거친 2000안타는 예전 팀 동료였던 후루타 아쓰야에 이은 두 번째이다. 그리고 2000안타가 도달한 시점에서의 통산 홈런수 59개나 아라이 히로마사의 86개를 밑돈 최소 기록이 되었다. 1976경기 만에 2000안타 달성은 야쿠르트의 입단 동기이자 미야모토보다 6일 빠른 2000안타를 달성한 이나바 아쓰노리와 같은 경기 수이다.

#### 2013년
2013년 7월 이후는 대타로의 출장이 많아지고 있었다. 8월 25일에 시즌을 끝으로 현역 은퇴할 것으로 보도돼 다음날인 26일에 정식으로 이번 시즌을 마지막으로 현역 은퇴를 표명한 이유에 대해 "레귤러로 출전하지 못하는 것은 설 때일까라고 느꼈다"고 말했다. 10월 4일 한신 타이거스전이 은퇴 경기가 되어, 2번 유격수로 선발 출전. 5타석 무안타에 그쳤지만, 11회 말에는 끝내기 홈런성 플라이를 날리고 연장 12회까지 출전했다. 경기 후에는 은퇴식이 이뤄졌다. 이후 5일에 등록 말소되고 나머지 경기를 코치로 대동해 시즌 최종전인 10월 8일 요미우리 자이언츠와의 경기 후에 양 팀 선수들에게 헹가래를 받았다.

### 그 후
2013년 11월 26일자로 임의 은퇴가 공시되어 야쿠르트를 탈퇴했으며, 12월 5일부터는 2014년부터 닛칸 스포츠의 야구 평론가로 활동하는 것이 발표되었다.

## 상세 정보

### 출신 학교
- PL가쿠엔 고등학교
- 도시샤 대학

### 선수 경력
사회인 시대
- 프린스 호텔

프로팀 경력
- 야쿠르트 스왈로스·도쿄 야쿠르트 스왈로스(1995년 ~ 2013년)

국가 대표 경력
- 아테네 올림픽 일본 국가대표팀(2004년)
- 월드 베이스볼 클래식 일본 국가대표팀(2006년)
- 베이징 올림픽 일본 국가대표팀(2008년)

### 지도자 경력
- 도쿄 야쿠르트 스왈로스 1군 플레잉 코치(2009년 ~ 2013년)
- 도쿄 야쿠르트 스왈로스 수석 코치(2018년 ~ 2019년)

### 수상·타이틀 경력

#### 수상
- 베스트 나인 : 1회(2011년) ※3루수 부문
- 골든 글러브상 : 10회(1997년, 1999년 ~ 2003년, 2009년 ~ 2012년) ※유격수 부문은 1997년, 1999년 ~ 2003년이며 3루수 부문은 2009년 ~ 2012년
- 월간 MVP : 1회(2011년 4월)
- 골든 스피릿상(2013년)
- 센트럴 리그 특별 공로상(2013년)[2]

#### 국제 대회
- 아테네 올림픽 예선 아시아 선수권 MVP(2003년)
- 아테네 올림픽 동메달(2004년)

#### 상훈
- 2006년 봄 : 자수포장(WBC 일본 대표팀 선수로서)

### 개인 기록

#### 첫 기록
- 첫 출장 : 1995년 4월 11일, 대 주니치 드래건스 1차전(메이지 진구 야구장), 6회말에 이시이 가즈히사의 대타로서 출장
- 첫 안타 : 1995년 4월 13일, 대 주니치 드래건스 3차전(메이지 진구 야구장), 8회말에 기쿠 야마다로부터 우전 안타
- 첫 도루 : 상동, 8회말에 2루 안착(투수 : 요다 쓰요시, 포수 : 나카무라 다케시)
- 첫 선발 출장 : 1995년 4월 16일, 대 히로시마 도요 카프 3차전(히로시마 시민 구장), 8번·2루수로서 선발 출장
- 첫 희생타 : 1995년 4월 21일, 대 한신 타이거스 1차전(후쿠오카 돔), 2회말에 다케우치 요시야로부터
- 첫 타점 : 1995년 5월 23일, 대 히로시마 도요 카프 7차전(메이지 진구 야구장), 8회말에 사토 다케시로부터
- 첫 홈런 : 1996년 9월 17일, 대 히로시마 도요 카프 25차전(메이지 진구 야구장), 2회말에 야마사키 겐으로부터 좌월 솔로 홈런

#### 기록 달성 경력
- 통산 200희생타 : 2003년 4월 16일, 대 한신 타이거스 5차전(메이지 진구 야구장), 6회말에 후지타 다이요로부터 ※역대 22번째
- 통산 1000경기 출장 : 2003년 9월 28일, 대 요코하마 베이스타스 28차전(요코하마 스타디움), 2번·유격수로서 선발 출장 ※역대 389번째
- 통산 250희생타 : 2004년 6월 17일, 대 한신 타이거스 13차전(오사카 돔), 3회초에 야부 게이이치로부터 ※역대 9번째
- 통산 1000안타 : 2004년 6월 23일, 대 요코하마 베이스타스 12차전(메이지 진구 야구장), 8회말에 데니 도모리로부터 중전 안타 ※역대 221번째
- 통산 300희생타 : 2007년 7월 24일, 대 히로시마 도요 카프 12차전(메이지 진구 야구장), 5회말에 구로다 히로키로부터 ※역대 5번째
- 통산 1500안타 : 2008년 6월 15일, 대 홋카이도 닛폰햄 파이터스 4차전(삿포로 돔), 5회초에 라이언 글린으로부터 중전 안타 ※역대 97번째
- 통산 1500경기 출장 : 2008년 6월 28일, 대 한신 타이거스 10차전(아키타 현립 야구장), 2번·3루수로서 선발 출장 ※역대 159번째
- 통산 350희생타 : 2010년 4월 9일, 대 한신 타이거스 1차전(한신 고시엔 구장), 8회초에 랜디 메신저로부터 ※역대 3번째
- 통산 2000안타 : 2012년 5월 4일, 대 히로시마 도요 카프 6차전(메이지 진구 야구장), 2회말에 후쿠이 유야로부터 중전 안타 ※역대 40번째(41세 5개월에 달성한 것은 역대 최고령 기록)
- 통산 2000경기 출장 : 2012년 6월 11일, 대 사이타마 세이부 라이온스 4차전(메이지 진구 야구장), 6번·3루수로서 선발 출장 ※역대 45번째
- 통산 400희생타 : 2012년 9월 26일, 대 한신 타이거스 21차전(메이지 진구 야구장), 3회말에 제이슨 스탠드리지로부터 투수 앞 희생타 ※역대 3번째(명구회에 가입한 선수의 달성은 사상 최초)

#### 기타
- 연속 유격수 수비 기회무실책 : 463

2004년 5월 22일 대 히로시마 도요 카프 8차전(히로시마 시민 구장)부터 2005년 5월 17일 대 도호쿠 라쿠텐 골든이글스 1차전(풀캐스트 스타디움 미야기)까지 기록이며 당시로서는 일본 기록이다.
- 연속 3루수 수비 기회 무실책 : 257 ※일본 기록

2011년 6월 19일 대 지바 롯데 마린스 4차전(메이지 진구 야구장)에서 2012년 5월 1일 대 요코하마 DeNA 베이스타스 4차전(요코하마 스타디움)까지의 기록이다.
- 시즌 67 희생타(2001년) ※세계 타이 기록
- 3루수 최고 수비율 : .997(2011년)
- 올스타전 출장 : 8회(2002년, 2003년, 2007년 ~ 2009년, 2011년 ~ 2013년)

### 등번호
- 6(1995년 ~ 2013년)
- 86(2018년 ~ 2019년)
  - 10(2006년 WBC)

### 연도별 타격 성적
| 연 도       | 소 속       | 경 기 | 타 석 | 타 수 | 득 점 | 안 타 | 2 루 타 | 3 루 타 | 홈 런 | 루 타 | 타 점 | 도 루 | 도 루 자 | 희 생 번 | 희 생 플 | 볼 넷 | 고 4 | 사 구 | 삼 진 | 병 살 타 | 타 율 | 출 루 율 | 장 타 율 | O P S |
| ----------- | ----------- | ----- | ----- | ----- | ----- | ----- | ------- | ------- | ----- | ----- | ----- | ----- | -------- | -------- | -------- | ----- | ---- | ----- | ----- | -------- | ----- | -------- | -------- | ----- |
| 1995년      | 야쿠르트    | 67    | 57    | 50    | 13    | 11    | 2       | 0       | 0     | 13    | 4     | 3     | 1        | 1        | 0        | 6     | 0    | 0     | 9     | 0        | .220  | .304     | .260     | .564  |
| 1996년      | 야쿠르트    | 68    | 270   | 238   | 27    | 65    | 8       | 2       | 1     | 80    | 13    | 6     | 0        | 8        | 1        | 19    | 1    | 4     | 39    | 3        | .273  | .336     | .336     | .672  |
| 1997년      | 야쿠르트    | 115   | 432   | 387   | 44    | 109   | 15      | 3       | 1     | 133   | 33    | 16    | 5        | 6        | 3        | 31    | 10   | 5     | 37    | 11       | .282  | .340     | .344     | .684  |
| 1998년      | 야쿠르트    | 114   | 402   | 368   | 28    | 95    | 10      | 1       | 1     | 110   | 25    | 5     | 3        | 6        | 1        | 24    | 4    | 3     | 51    | 4        | .258  | .308     | .299     | .607  |
| 1999년      | 야쿠르트    | 131   | 572   | 501   | 60    | 124   | 14      | 1       | 1     | 143   | 24    | 11    | 4        | 45       | 0        | 23    | 1    | 3     | 40    | 6        | .248  | .285     | .285     | .570  |
| 2000년      | 야쿠르트    | 136   | 536   | 476   | 39    | 143   | 24      | 4       | 3     | 184   | 55    | 13    | 5        | 19       | 5        | 31    | 10   | 5     | 49    | 7        | .300  | .346     | .387     | .733  |
| 2001년      | 야쿠르트    | 125   | 578   | 477   | 74    | 129   | 15      | 0       | 1     | 147   | 17    | 11    | 6        | 67       | 1        | 27    | 0    | 6     | 57    | 8        | .270  | .317     | .308     | .625  |
| 2002년      | 야쿠르트    | 114   | 519   | 464   | 53    | 135   | 21      | 1       | 5     | 173   | 25    | 6     | 2        | 40       | 0        | 9     | 0    | 4     | 64    | 5        | .291  | .310     | .373     | .683  |
| 2003년      | 야쿠르트    | 140   | 643   | 543   | 78    | 154   | 20      | 1       | 7     | 197   | 44    | 11    | 3        | 50       | 5        | 38    | 1    | 7     | 78    | 10       | .284  | .336     | .363     | .698  |
| 2004년      | 야쿠르트    | 90    | 390   | 346   | 52    | 104   | 12      | 1       | 11    | 151   | 26    | 6     | 1        | 18       | 0        | 18    | 0    | 8     | 69    | 6        | .301  | .349     | .436     | .786  |
| 2005년      | 야쿠르트    | 135   | 608   | 547   | 71    | 145   | 19      | 2       | 7     | 189   | 47    | 5     | 2        | 22       | 1        | 26    | 1    | 12    | 88    | 10       | .265  | .312     | .346     | .658  |
| 2006년      | 야쿠르트    | 73    | 290   | 270   | 29    | 82    | 11      | 1       | 2     | 101   | 34    | 3     | 1        | 5        | 1        | 8     | 0    | 6     | 29    | 10       | .304  | .337     | .374     | .711  |
| 2007년      | 야쿠르트    | 131   | 514   | 464   | 42    | 139   | 18      | 3       | 5     | 178   | 39    | 3     | 1        | 23       | 0        | 22    | 4    | 5     | 55    | 16       | .300  | .338     | .384     | .722  |
| 2008년      | 야쿠르트    | 116   | 482   | 422   | 47    | 130   | 11      | 0       | 3     | 150   | 32    | 3     | 3        | 27       | 2        | 26    | 0    | 5     | 52    | 10       | .308  | .354     | .355     | .709  |
| 2009년      | 야쿠르트    | 128   | 505   | 469   | 43    | 138   | 26      | 4       | 5     | 187   | 46    | 3     | 2        | 12       | 4        | 16    | 0    | 4     | 58    | 6        | .294  | .320     | .399     | .719  |
| 2010년      | 야쿠르트    | 129   | 517   | 468   | 42    | 129   | 22      | 2       | 4     | 167   | 39    | 2     | 2        | 18       | 1        | 27    | 2    | 3     | 31    | 10       | .276  | .319     | .357     | .675  |
| 2011년      | 야쿠르트    | 136   | 518   | 474   | 30    | 143   | 17      | 1       | 2     | 168   | 35    | 2     | 1        | 19       | 2        | 17    | 0    | 6     | 37    | 14       | .302  | .333     | .354     | .687  |
| 2012년      | 야쿠르트    | 110   | 394   | 356   | 19    | 95    | 5       | 0       | 3     | 109   | 23    | 1     | 0        | 16       | 1        | 16    | 2    | 5     | 38    | 9        | .267  | .307     | .306     | .613  |
| 2013년      | 야쿠르트    | 104   | 259   | 237   | 13    | 63    | 1       | 0       | 0     | 64    | 17    | 1     | 0        | 6        | 1        | 14    | 0    | 1     | 28    | 8        | .266  | .308     | .270     | .578  |
| 통산 : 19년 | 통산 : 19년 | 2162  | 8486  | 7557  | 804   | 2133  | 271     | 27      | 62    | 2644  | 578   | 111   | 42       | 408      | 29       | 398   | 36   | 92    | 909   | 153      | .282  | .325     | .350     | .675  |

- 굵은 글씨는 시즌 최고 성적, 붉은색 글씨는 일본 프로 야구 역대 최고 성적.

### 연도별 수비 성적
| 연도 | 소속     | 유격  | 유격  | 유격  | 유격  | 유격  | 유격     | 2루   | 2루   | 2루   | 2루   | 2루   | 2루      | 3루   | 3루   | 3루   | 3루   | 3루   | 3루      |
| 연도 | 소속     | 경 기 | 척 살 | 보 살 | 실 책 | 병 살 | 수 비 율 | 경 기 | 척 살 | 보 살 | 실 책 | 병 살 | 수 비 율 | 경 기 | 척 살 | 보 살 | 실 책 | 병 살 | 수 비 율 |
| ---- | -------- | ----- | ----- | ----- | ----- | ----- | -------- | ----- | ----- | ----- | ----- | ----- | -------- | ----- | ----- | ----- | ----- | ----- | -------- |
| 1995 | 야쿠르트 | 10    | 5     | 10    | 0     | 2     | 1.000    | 56    | 43    | 50    | 2     | 13    | .979     | -     | -     | -     | -     | -     | -        |
| 1996 | 야쿠르트 | 65    | 116   | 180   | 11    | 33    | .964     | 5     | 10    | 11    | 0     | 5     | 1.000    | -     | -     | -     | -     | -     | -        |
| 1997 | 야쿠르트 | 115   | 185   | 356   | 4     | 64    | .993     | -     | -     | -     | -     | -     | -        | -     | -     | -     | -     | -     | -        |
| 1998 | 야쿠르트 | 114   | 197   | 357   | 6     | 69    | .989     | -     | -     | -     | -     | -     | -        | -     | -     | -     | -     | -     | -        |
| 1999 | 야쿠르트 | 131   | 215   | 409   | 9     | 76    | .986     | -     | -     | -     | -     | -     | -        | -     | -     | -     | -     | -     | -        |
| 2000 | 야쿠르트 | 136   | 240   | 378   | 4     | 76    | .994     | -     | -     | -     | -     | -     | -        | -     | -     | -     | -     | -     | -        |
| 2001 | 야쿠르트 | 125   | 198   | 425   | 9     | 87    | .986     | -     | -     | -     | -     | -     | -        | -     | -     | -     | -     | -     | -        |
| 2002 | 야쿠르트 | 114   | 162   | 342   | 7     | 53    | .986     | -     | -     | -     | -     | -     | -        | -     | -     | -     | -     | -     | -        |
| 2003 | 야쿠르트 | 140   | 188   | 460   | 8     | 80    | .988     | -     | -     | -     | -     | -     | -        | -     | -     | -     | -     | -     | -        |
| 2004 | 야쿠르트 | 90    | 120   | 278   | 3     | 52    | .993     | -     | -     | -     | -     | -     | -        | -     | -     | -     | -     | -     | -        |
| 2005 | 야쿠르트 | 135   | 211   | 447   | 3     | 85    | .991     | -     | -     | -     | -     | -     | -        | -     | -     | -     | -     | -     | -        |
| 2006 | 야쿠르트 | 72    | 83    | 208   | 8     | 28    | .973     | -     | -     | -     | -     | -     | -        | -     | -     | -     | -     | -     | -        |
| 2007 | 야쿠르트 | 129   | 160   | 354   | 5     | 53    | .990     | -     | -     | -     | -     | -     | -        | -     | -     | -     | -     | -     | -        |
| 2008 | 야쿠르트 | 58    | 72    | 174   | 2     | 30    | .992     | -     | -     | -     | -     | -     | -        | 56    | 45    | 98    | 2     | 5     | .986     |
| 2009 | 야쿠르트 | 11    | 13    | 35    | 1     | 2     | .980     | 2     | 0     | 4     | 0     | 0     | 1.000    | 118   | 68    | 197   | 2     | 16    | .993     |
| 2010 | 야쿠르트 | 4     | 6     | 12    | 0     | 2     | 1.000    | 1     | 2     | 4     | 0     | 1     | 1.000    | 125   | 87    | 197   | 12    | 17    | .959     |
| 2011 | 야쿠르트 | -     | -     | -     | -     | -     | -        | -     | -     | -     | -     | -     | -        | 132   | 92    | 199   | 1     | 18    | .997     |
| 2012 | 야쿠르트 | -     | -     | -     | -     | -     | -        | -     | -     | -     | -     | -     | -        | 99    | 57    | 178   | 5     | 15    | .979     |
| 2013 | 야쿠르트 | 3     | 2     | 3     | 0     | 0     | 1.000    | -     | -     | -     | -     | -     | -        | 52    | 32    | 95    | 3     | 9     | .977     |
| 통산 | 통산     | 1452  | 2173  | 4428  | 80    | 792   | .988     | 64    | 55    | 69    | 2     | 19    | .984     | 582   | 381   | 964   | 25    | 80    | .982     |

- 연도에서의 굵은 글씨는 골든 글러브상 수상 연도, 붉은색 글씨는 일본 프로 야구에서의 역대 최고 성적.